# Azamor
Azamor (en árabe: أزمّور‎, en lenguas bereberes: ⴰⵣⵎⵎⵓⵔ, en francés: Azemmour) es una ciudad situada en la margen izquierda del río Morbeya, a unos diez kilómetros de la antigua Mazagán, en la costa atlántica del norte de Marruecos.

## Toponimia
El topónimo de Azamor proviene de la palabra bereber Azemmur ("acebuche").

## Geografía
La ciudad de Azamor tiene 40 000 habitantes y está localizada a 70 km al suroeste de Casablanca. Pertenece al área metropolitana de la llamada Gran Casablanca.

## Historia
Los antiguos fenicios y los romanos comerciaron con los bereberes autóctonos que habitaban la antigua Azamor, llamada entonces Azama, de la que se desconoce cuándo fue fundada exactamente. Todavía ahora se pueden visitar los restos de un depósito romano de grano en las renombradas «Cisternas Portuguesas». Algunos historiadores creen que Azama era la ciudad más meridional de Marruecos en la época del dominio romano, durante la época de Augusto.
El puerto empezó a desarrollarse en el Medievo.
Aunque era una dependencia del rey de Fez, Azamor tenía gran autonomía. En 1486 sus habitantes se convirtieron en vasallos y tributarios del rey Juan II de Portugal. Manuel I de Portugal confirmó esta posesión en el tratado de 1497, por el que la ciudad tuvo que pagar cada año 10 000 sábalos, una especie de pez abundante en el río Morbeya, lo que permitió el establecimiento de un puesto comercial.. Más tarde, cuando comenzaron las primeras agitaciones contra este tratado, Manuel envió una pequeña flota para sofocar los disturbios.

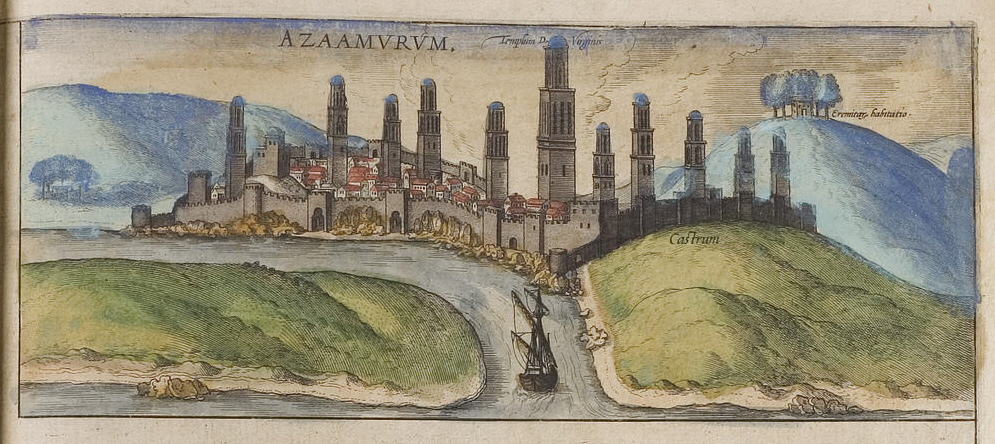
Representación de la ciudad de Azamor en el.

En 1513 el gobernador de Azamor, Mulay Zayam, se negó a pagar el tributo, y organizó un ejército poderoso y bien armado. Un reto al que Manuel respondió enviando un ejército de 500 barcos y 15 000 soldados. Jaime, duque de Braganza, se colocó a la cabeza de este ejército, tras vencer en la batalla de Azamor, unos días después, el 1 de septiembre del mismo año recobró la ciudad sin encontrar resistencia por parte de los habitantes. Entre los soldados, también estuvo Fernando Magallanes famoso por haber encabezado la primera expedición española a las islas Molucas. Sin embargo, el control portugués de la ciudad se prolongó durante un corto período. Tanto es así que en 1541 Juan III de Portugal decidió abandonarla debido a las dificultades económicas que encontraba.
Sucesivamente, la ciudad perdió importancia, especialmente cuando el sultán Ismaíl de Marruecos prohibió todo comercio con Europa, en 1672. Hasta quedarse como una pequeña aldea de pescadores a principios del siglo XX durante el colonialismo francés en Marruecos. Del dominio portugués aún quedan algunos vestigios (principalmente murallas) en el centro histórico de la ciudad.